# Smarchowice Małe
Smarchowice Małe (niem. Deutsch Marchwitz) – wieś w Polsce położona w województwie opolskim, w powiecie namysłowskim, w gminie Namysłów.
Do 1945 wchodziły w skład ówczesnych Niemiec.
W latach 1975–1998 miejscowość administracyjnie należała do ówczesnego województwa opolskiego.

## Historia
28 sierpnia 1957 we wsi miała miejsce zbrodnia – zamordowano 7 osób rodziny Heluszków, w tym dwoje małych dzieci, po uprzedniej nieudanej próbie otrucia całej rodziny. Zabójcą był Edmund Słaby, skazany później na karę śmierci